# Heinrich von Podewils (Politiker)

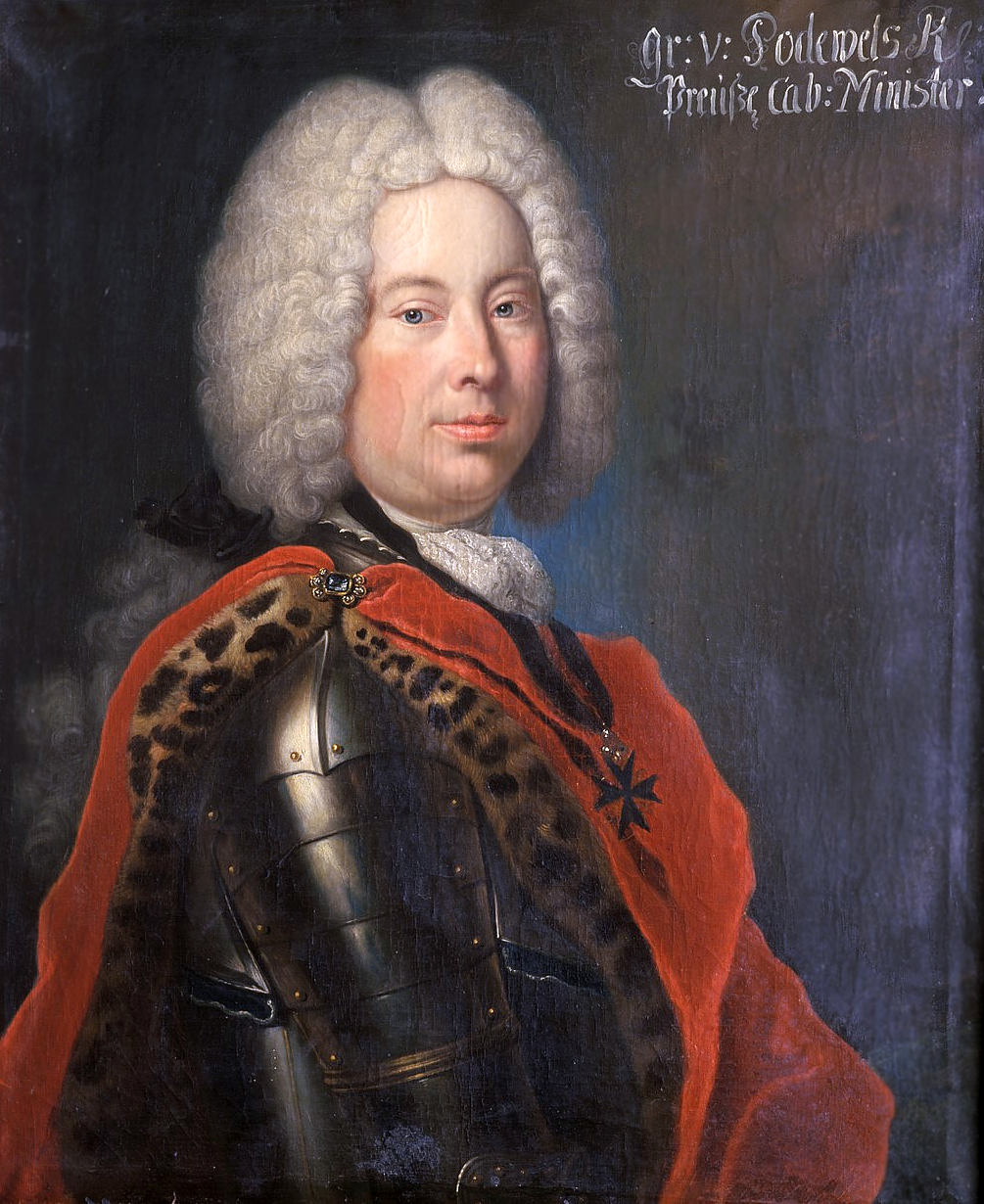
Heinrich von Podewils

Heinrich Graf von Podewils (der Fürsichtige; * 3. Oktober 1696 in Krangen; † 29. Juli 1760 in Magdeburg) war ein preußischer Wirklicher Geheimer Staats-, Kriegs- und Kabinettsminister.

## Leben und Wirken
Heinrich Graf von Podewils entstammte dem namhaften, in Pommern schlossgesessenen Adelsgeschlecht von Podewils. Seine Eltern waren der kurbrandenburgische Obrist Ernst Bogislaw von Podewils (1651–1718) und Barbara Katharina von Dewitz (1667–1742), die Tochter des Generals Joachim Balthasar von Dewitz.
Podewils wuchs auf dem väterlichen Gut Krangen in Hinterpommern auf. Er studierte Rechtswissenschaften in Halle bei Thomasius, Ludwig und Böhmer sowie in Leiden bei Noodt und Gravesende. Er galt als sprachlich sehr begabt und als genauer Formulierer in Wort und Schrift. In dieser Eigenschaft half er später dem preußischen König bei der Abfassung verschiedener Schriften und Verträge.
Im Jahre 1720 wurde Podewils als Geheimer Kriegsrat in das preußische Generalkriegskommissariat berufen. Obwohl Podewils von Zeitgenossen als Zauderer oder Zitterer von Natur beschrieben wurde, erwarb er durch seine Umsichtigkeit das Vertrauen von Friedrich Wilhelm I. Dieser ernannte ihn 1722 zum Geheimen Finanzrat im Generaldirektorium und übertrug ihm diverse diplomatische Missionen wie 1728 die Gesandtschaft in Kopenhagen und 1729 die in Stockholm.
Unter Friedrich II. wurde Podewils „Wirklicher Geheimer Kriegs-, Etats- und Kabinett-Minister“ und war damit für die gesamte Außenpolitik Preußens zuständig. Podewils versuchte in dieser Position, den König immer wieder vor Feldzügen zu warnen oder setzte sich für vernünftige Kompromisse in ausweglosen Situationen ein. Die Außenpolitik wurde jedoch von Friedrich II. dominiert, wodurch sich Podewils auf die Position eines Assistenten zurückzog. Dennoch blieb er lange Zeit ein enger Vertrauter Friedrichs II. und umsichtiger Berater in der Reichspolitik. Als Minister leitete er die Friedensverhandlungen mit Österreich und Sachsen, die zu den Friedensverträgen von Breslau und Berlin (1742) bzw. Frieden von Dresden (1745) führten.
Durch den Ausbruch des Siebenjährigen Krieges, den Podewils nicht verhindern konnte, schwand sein Einfluss in der Politik. Karl Wilhelm Finck Graf von Finckenstein wurde nun neuer Kriegsminister und Vertrauter des Königs. Podewils starb bald darauf in Magdeburg, wohin sich der Hof aus Berlin zurückgezogen hatte.
Friedrich II. beklagte seinen Tod als den eines Ministers,

„dessen Hingebung und Eifer für meine Interessen beständig meinem Andenken empfohlen bleiben werden; der Verlust, der mich in der Person eines so würdigen und treuen Dieners trifft, wird mir stets eine traurige Erinnerung sein.“

## Familienbesitz
Podewils, Erbherr auf Krangen in Hinterpommern, besaß seit 1732 ein Palais in der Berliner Klosterstraße. 1749 erwarb er das Gut Fredersdorf bei Berlin von dem damaligen Besitzer, Hans Ludwig von Görtzke, Nachkomme des berühmten Generals Joachim Ernst von Görzke. Bis zum Jahre 1775 wurden weitere Flächen rund um das Gut hinzugekauft, sodass die Familie Podewils bis 1811 als alleinige Besitzer im Grundbuch eingetragen waren. Er war weiterhin Erbherr auf Suckow, Hasenfier, Jannowitz, Groß u. Klein Quesdow und Bollensdorf.
In Fredersdorf, auf dem Gelände der dortigen evangelischen Kirche, ließ Karl Ernst Georg Graf von Podewils 1780 über dem väterlichen Grab ein Mausoleum für die gesamte Familie errichten.

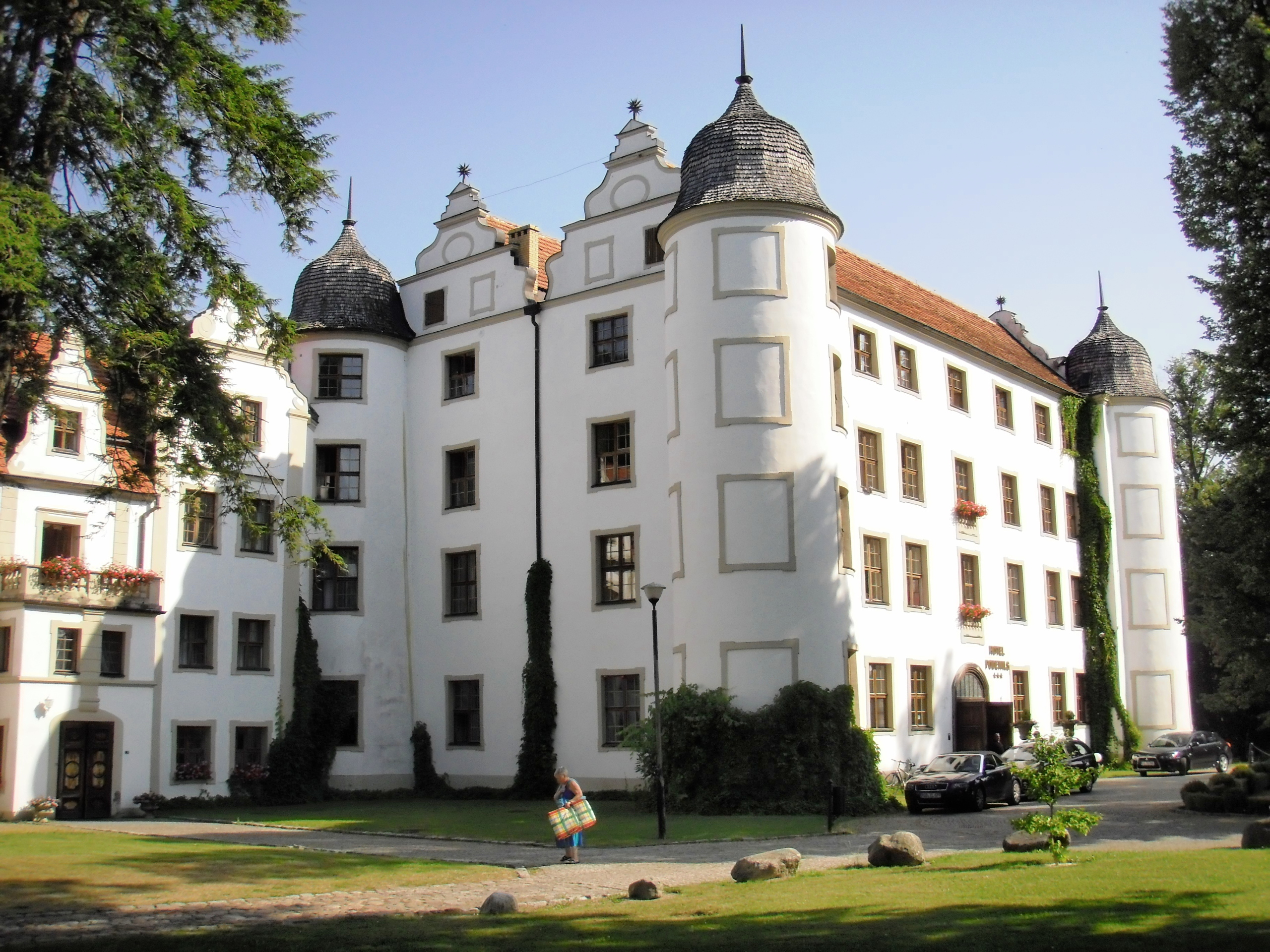
Schloss Krangen, Hinterpommern
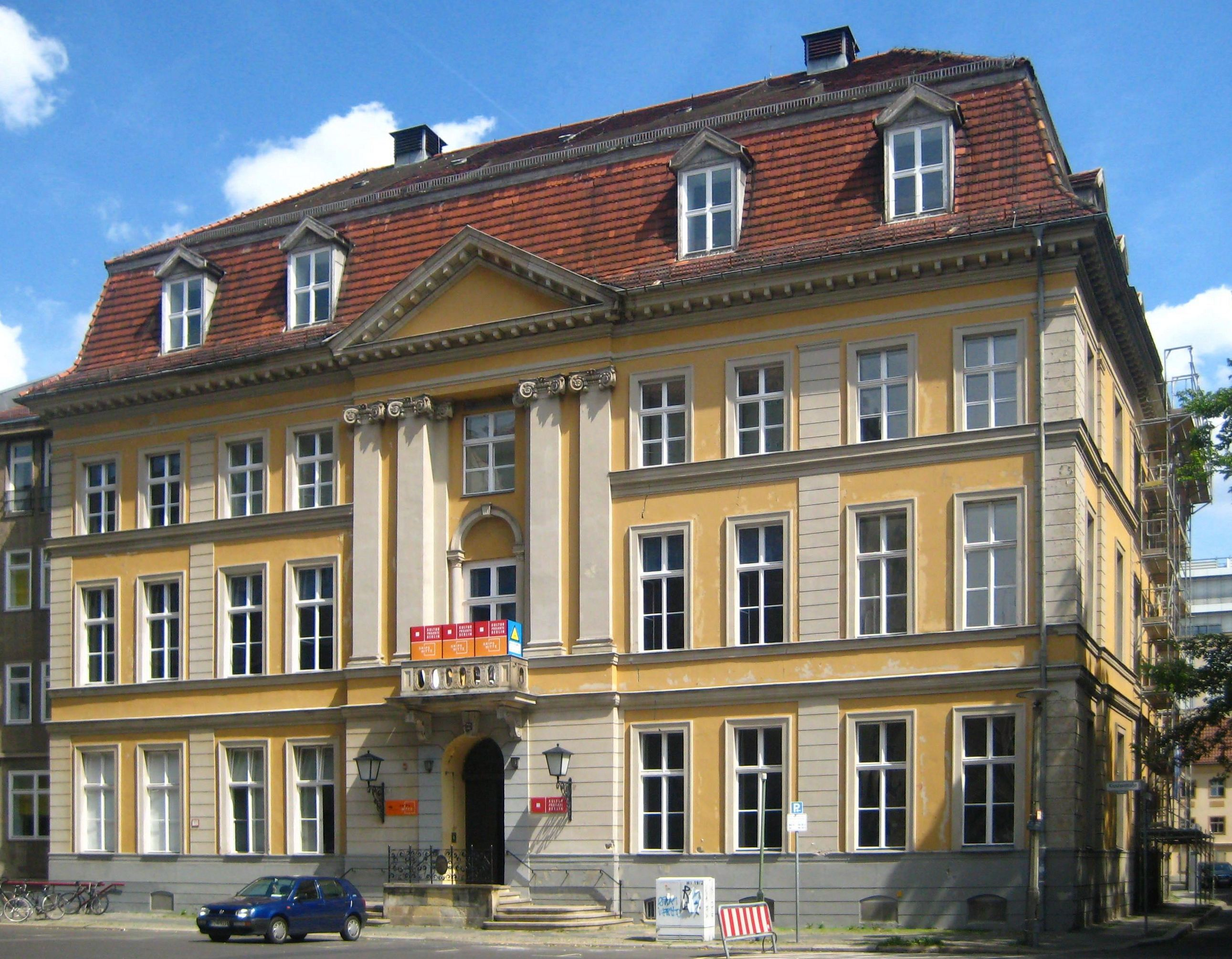
Palais Podewils in Berlin
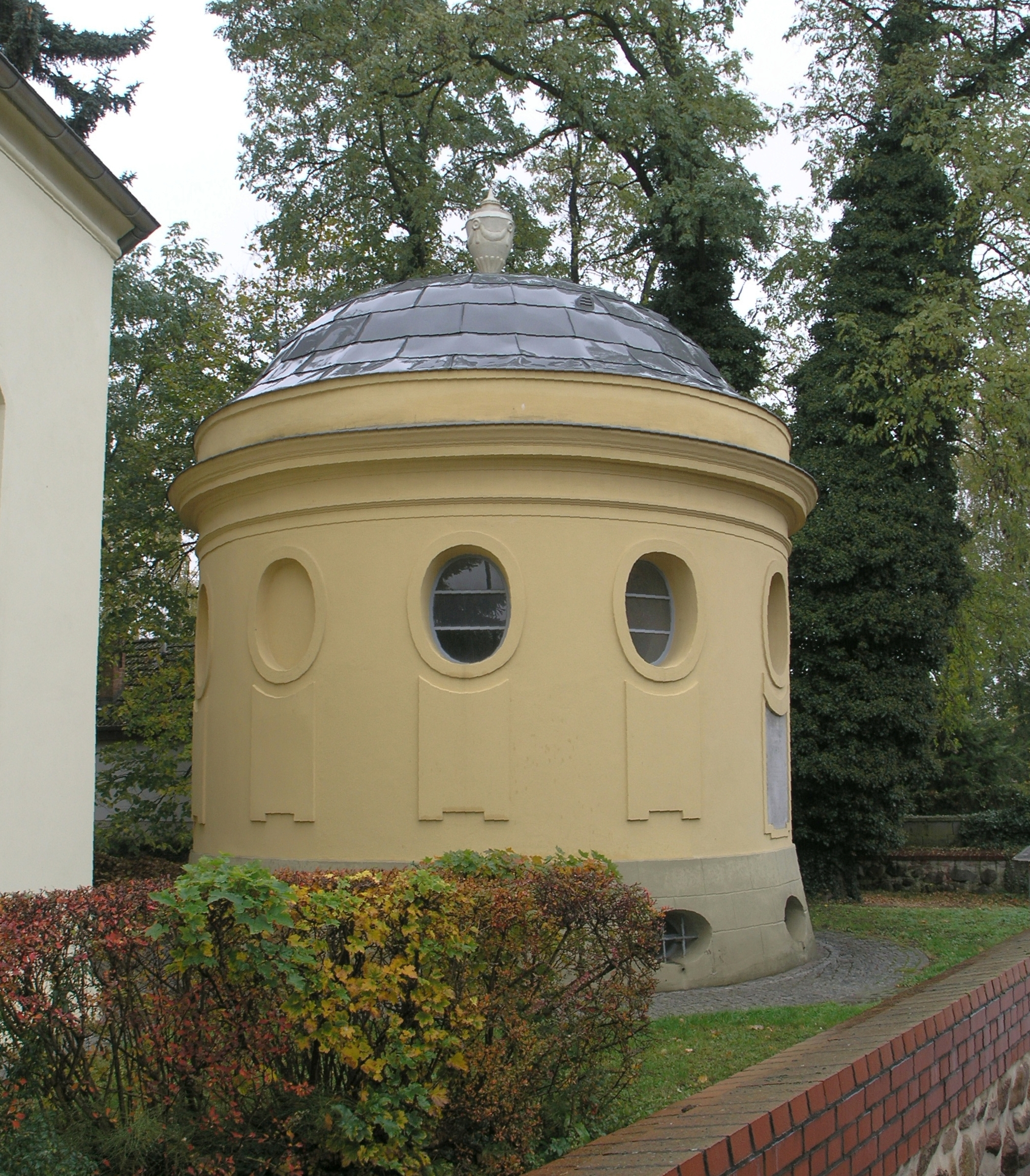
Mausoleum der Podewilsschen Familie in Fredersdorf bei Berlin

## Familie
Heinrich Graf von Podewils heiratete am 1. Februar 1721 in erster Ehe Charlotte von Grumbkow († 1724) die Tochter von Wilhelm von Grumbkow (1678–1739) und Sophia Charlotte de la Chevalier (1681–1749). Das Paar hatte folgende Kinder:
- Sophia Friederika Albertina (1722–1781)
 ⚭ 12. Juni 1743 Carl Joseph von Dewitz (1718–1753)
 ⚭ 23. Februar 1756 Carl Joseph Maximilian von Fürst und Kupferberg (1717–1790)
- Friedrich Wilhelm (1723–1746)

Nach dem Tod der ersten Ehefrau heiratete er am 9. März 1730 Sophia Henrietta von der Schulenburg (1714–1750), die Tochter von Hans Georg von der Schulenburg (1645–1715) und Renate Sophie von der Schulenburg (1674–1743). Das Paar hatte folgende Kinder:
- Sophie Christine Dorothea (1734–1802)
 ⚭ 4. Oktober 1751 (geschieden) Friedrich Wilhelm von Marschall († 1805), Sohn von Samuel von Marschall
 ⚭ 17. Juli 1758 Johann August von Haeseler (1724–1763), Sohn von August von Haeseler
 ⚭ 18. Mai 1767 Emanuel Friedrich von Bredow (1732–1780)
 ⚭ 5. Februar 1781 Johann Ludwig von Hordt (1719–1798)
- Friedrich Heinrich (1737–1757)
- Karl Ernst Georg (1738–1789)
- Wilhelm Adam Otto (1739–1768)
- Friedrich Werner (1742–1804)

## Ehrungen
1741 wurde Heinrich von Podewils mit dem Schwarzen Adlerorden ausgezeichnet und anlässlich der Huldigung Friedrichs des Großen durch die schlesischen Stände in Breslau, gemeinsam mit seinen Brüdern Adam Joachim von Podewils (1697–1764), Erbherr auf Varzin und nachmaliger preußischer Generalmajor, Otto Friedrich Christoph von Podewils (1702–1760), Erbherr auf Wussow, sowie seinem Vetter Otto Christoph von Podewils (1719–1781), Erbherr auf Gusow und preußischer Gesandter, in den erblichen preußischen Grafenstand erhoben.
In Berlin-Mitte in der Klosterstraße 68 / Ecke Parochialstraße befindet sich am nach ihm benannten Palais Podewils eine Gedenktafel. Diese Parochialstraße hieß bis 1800 Podewils Gasse oder auch Podewilsgasse.